# Casino (Nova Gales do Sul)

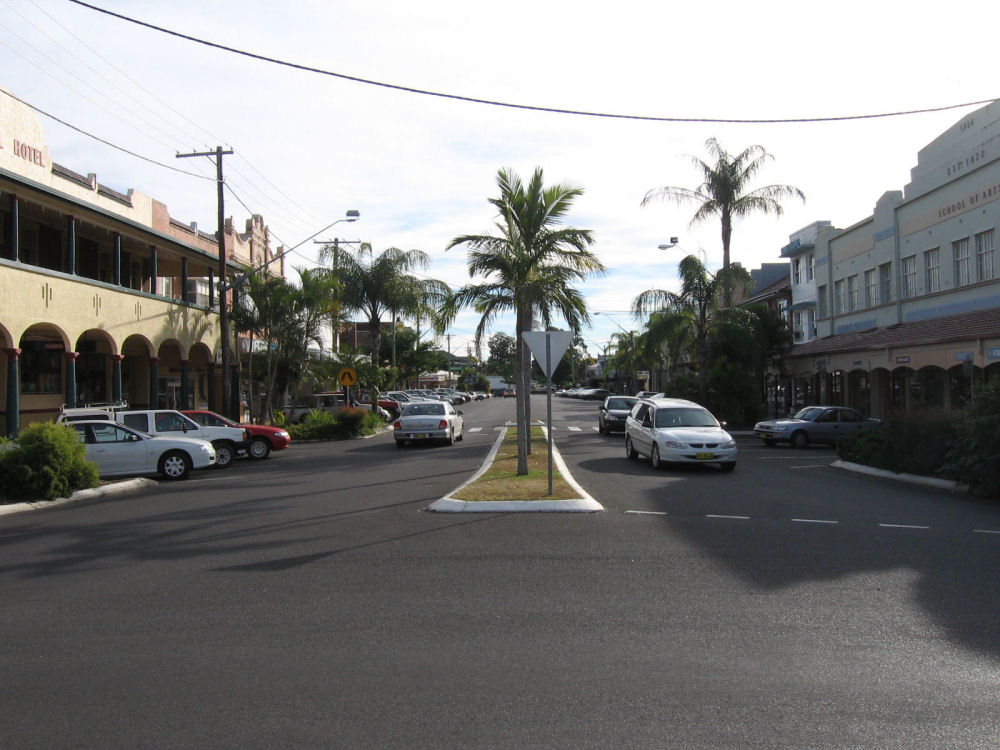
Rua Barker, Casino

Casino é uma cidade australiana localizada no estado da Nova Gales do Sul. Em 2011, sua população era de 9 629 habitantes, dos quais 4 613 são homens e 5 016 são mulheres. Tem como código postal 2470.